# Ferreira, Granada
Ferreira là một đô thị trong tỉnh Granada, Tây Ban Nha. Dân số năm 2024 là 303 người.